# Jany Holt
Pour les articles homonymes, voir Holt.
Jany Holt, de son vrai nom Ecaterina Ruxandra Vladescu-Olt, est une actrice française d'origine roumaine, née le 13 mai 1909 à Bucarest (Roumanie) et morte le 26 octobre 2005 à l'hôpital de Neuilly-sur-Seine.

## Biographie

### Jeunesse
Fille d'un avocat et petite-fille d'un pope, Jany Holt est élevée au couvent des Dames de Sion où elle parle couramment le français, langue également pratiquée dans sa famille. À l'âge de 15 ans, elle vient à Paris passer sa seconde partie du bac qu'elle obtient.

### Carrière artistique
Jany Holt suit les cours de Charles Dullin, son premier rôle d'élève est celui de Poil de carotte, en raison de sa chevelure rousse et de ses taches de rousseur.
Sa carrière commence par de la figuration, avant d'obtenir un rôle au théâtre, en 1935, au côté de Renée Falconetti (1892-1946) dans La Créature. Son plus grand rôle est dans Les Anges du Péché.
Apres la Seconde Guerre mondiale, elle doit se contenter de rôles mineurs.

### Seconde Guerre mondiale
Jany Holt fait partie du réseau de Résistance Mithridate avec notamment Denyse Clairouin, ce qui lui vaut l'obtention de la Croix de guerre avec palmes.

### Vie privée
Jany Holt épousa civilement Marcel Dalio en 1936 après que ses parents aient demandé la conversion de celui-ci au catholicisme, ce qu'il refusaet le divorce fut prononcé en 1939. Au sujet de ce mariage elle déclare : « Nous serions peut-être encore ensemble s'il ne m'avait pas un jour demandé de lui dire la vérité. On ne doit jamais demander la vérité à une femme... »
En 1940, elle épouse en secondes noces l'écrivain Jacques Porel, fils de la comédienne Réjane.
Jany Holt a longtemps vécu dans le remorqueur « La Garonne » sur la Seine en amont du pont de Puteaux avec ses chats (Microche, puis Képi).

## Filmographie

### Cinéma

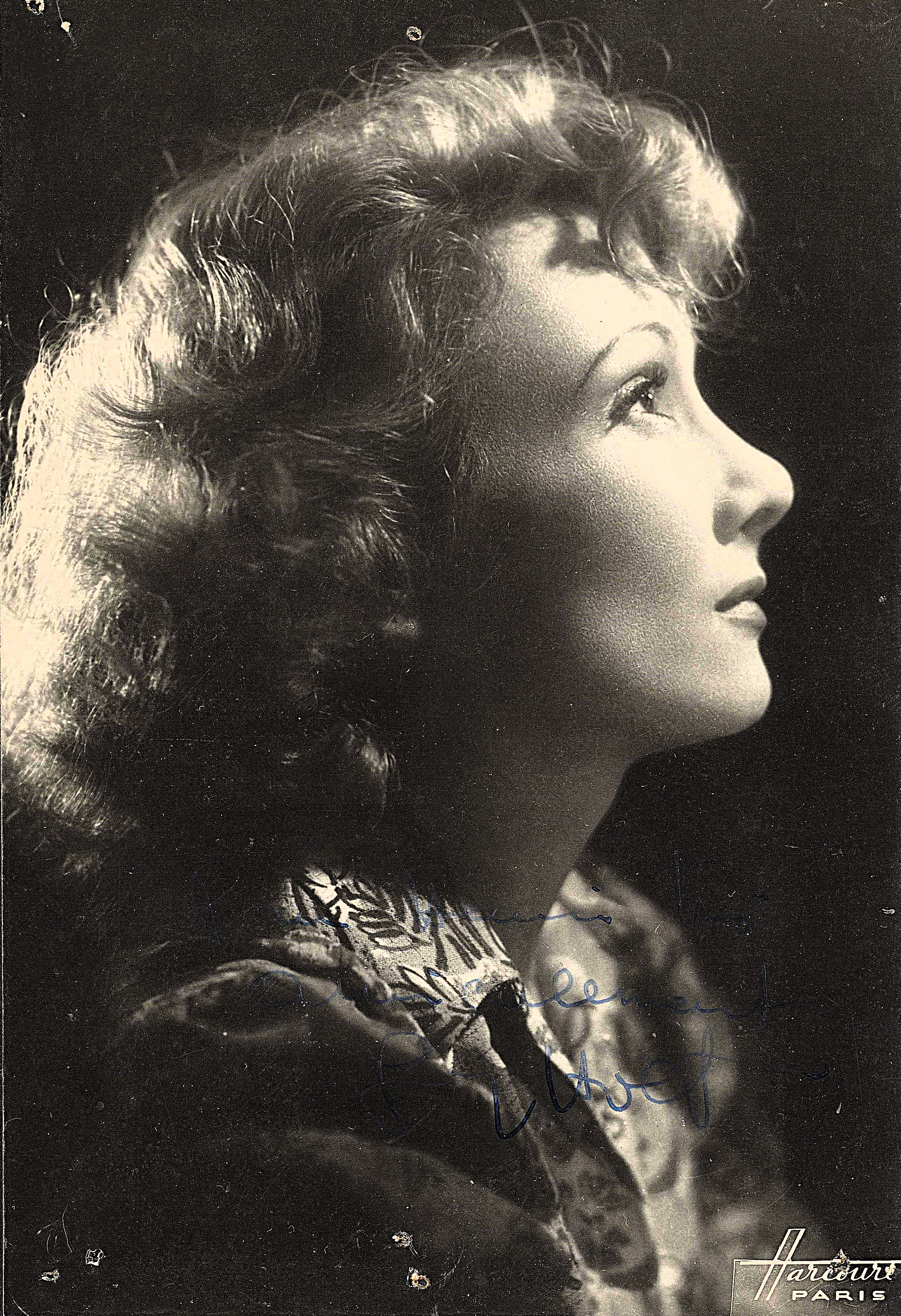
Portrait de Jany Holt par Le Studio Harcourt

- 1931 : Un homme en habit de René Guissart et Robert Bossis : Ninette
- 1935 : Le Domino vert d'Henri Decoin et Herbert Selpin
- 1936 : Un grand amour de Beethoven d'Abel Gance
- 1936 : Le Golem de Julien Duvivier
- 1936 : Les Bas-fonds de Jean Renoir
- 1937 : Courrier Sud de Pierre Billon
- 1937 : Troïka sur la piste blanche de Jean Dréville
- 1937 : L'Alibi de Pierre Chenal
- 1938 : La Piste du sud de Pierre Billon
- 1938 : Le Paradis de Satan de Félix Gandéra
- 1938 : La Tragédie impériale de Marcel L'Herbier
- 1938 : La Maison du Maltais de Pierre Chenal
- 1942 : Andorra ou les hommes d'airain d'Émile Couzinet
- 1943 : Dr Terror's House of Horrors de James M. Totman (segment The Monster of Stone)
- 1943 : Le Baron fantôme de Serge de Poligny
- 1943 : Les Anges du péché de Robert Bresson
- 1945 : Farandole d'André Zwoboda
- 1945 : La Fiancée des ténèbres de Serge de Poligny
- 1946 : Mission spéciale de Maurice de Canonge
- 1946 : Le Pays sans étoiles de Georges Lacombe
- 1947 : Contre-enquête de Jean Faurez
- 1947 : Rumeurs de Jacques Daroy
- 1947 : Non coupable d'Henri Decoin
- 1949 : Le Furet de Raymond Leboursier
- 1949 : L'échafaud peut attendre d'Albert Valentin
- 1949 : Docteur Laennec de Maurice Cloche
- 1949 : Mademoiselle de La Ferté de Roger Dallier
- 1952 : Le Gantelet vert (The Green Glove) de Rudolph Maté
- 1952 : Vedettes sans maquillage de Jacques Guillon (court métrage)
- 1956 : Gervaise de René Clément
- 1956 : Les Insoumises de René Gaveau
- 1965 : La Pharmacienne, coréalisatrice (court métrage)
- 1968 : Le Grabuge d'Édouard Luntz
- 1971 : Adieu mes quinze ans de Claude de Givray (série télé)
- 1972 : Le Temps d'aimer (A Time for Loving) de Christopher Miles
- 1973 : Destins de Maurice Delbez et Serge Hanin (téléfilm) (segment Chère petite madame)
- 1977 : La Femme gauchère (Die Linkshändige Frau) de Peter Handke
- 1985 : Target d'Arthur Penn
- 1988 : Saxo d'Ariel Zeitoun
- 1988 : La Passerelle de Jean-Claude Sussfeld
- 1993 : Roulez jeunesse! de Jacques Fansten
- 1993 : Métisse de Mathieu Kassovitz
- 1995 : Noir comme le souvenir de Jean-Pierre Mocky

### Télévision
- 1961 : Les Parents terribles de Jean Cocteau, réalisation Jean-Paul Carrère
- 1961 : Egmont, de Jean-Paul Carrère
- 1963 : L'inspecteur Leclerc enquête d'André Michel, épisode : La vie sauve : Madame Sorval
- 1973 : Les Enquêtes du commissaire Maigret, épisode : Maigret et la jeune morte de Claude Boissol
- 1974 : Les Flocons rouges, de Bernard Maigrot
- 1982 : Toutes griffes dehors, de Michel Boisrond
- Émission Au théâtre ce soir
  - 1975 :  Monsieur Silence de Jean Guitton, mise en scène Christian Alers, réalisation Pierre Sabbagh, théâtre Édouard VII
  - 1979 :  Tout dans le jardin d'Edward Albee d'après Giles Cooper, mise en scène Michel Bertay, réalisation Pierre Sabbagh, théâtre Marigny
  - 1984 : Pomme, pomme, pomme de Jacques Audiberti, mise en scène Georges Vitaly, réalisation Pierre Sabbagh, théâtre Marigny

## Théâtre
- 1935 : La Créature de Ferdinand Bruckner, mise en scène Georges Pitoëff, théâtre des Mathurins
- 1936 : Les Innocentes adaptation de la pièce The Children's Hour de Lillian Hellman, théâtre des Arts
- 1936 : Poucette de Charles Vildrac, mise en scène Georges Pitoëff, théâtre des Mathurins
- 1937 : Baignoire B. de Maurice Diamant-Berger, mise en scène Jean Wall, théâtre Marigny
- 1937 : Les Indifférents d'Alberto Moravia, mise en scène Paulette Pax, théâtre de l'Œuvre
- 1938 : L'Homme de nuit de Paul Demasy, mise en scène Paulette Pax, théâtre de l'Œuvre
- 1938 : Je vivrai un grand amour de Steve Passeur, mise en scène Paulette Pax, théâtre de l'Œuvre
- 1940 : Les Monstres sacrés de Jean Cocteau, mise en scène André Brulé, théâtre Michel
- 1940 : Sainte Jeanne de George Bernard Shaw, mis en scène par Raymond Rouleau, théâtre de l'avenue[6]
- 1941 : Marché noir de Steve Passeur, théâtre Édouard VII
- 1947 : Le Temps de vivre de Pierre Barillet d'après Dark Victory de George Emerson Brewer et Bertram Bloch, mise en scène Paul Cambo, théâtre Pigalle
- 1949 : Le Pain dur de Paul Claudel, mise en scène André Barsacq, théâtre de l'Atelier
- 1949 : Héloïse et Abélard de Roger Vaillant, mise en scène Jean Marchat, théâtre des Mathurins
- 1950 : Le Feu sur la terre de François Mauriac, mise en scène Jean Vernier, théâtre des Célestins, théâtre Hébertot
- 1951 : Siegfried de Jean Giraudoux, mise en scène Claude Sainval, Comédie des Champs-Élysées
- 1951 : Le Bel Indifférent de Jean Cocteau, théâtre de la Renaissance
- 1951 : Le Médecin malgré elle de Marie-Louise Villiers, mise en scène Robert Murzeau, théâtre de la Renaissance
- 1952 : Le Médecin malgré elle de Marie-Louise Villiers, mise en scène Robert Murzeau, théâtre des Célestins
- 1955 : Protée de Paul Claudel, mise en scène Raymond Gérôme, Comédie de Paris
- 1963 : La Danse de mort d'August Strindberg, mise en scène Michel Vitold et Frédéric Bart, théâtre de Lutèce
- 1964 : Le Cinquième Cavalier de Costa du Rels, mise en scène Maurice Guillaud, théâtre Hébertot
- 1972 : Une anguille pour rêver de William Payne, mise en scène Marcel Lupovici, théâtre 347

## Distinctions
- Croix de guerre 1939–1945